# ナディア・ブーランジェ
ナディア・ブーランジェ（Nadia Boulanger, 1887年9月16日 – 1979年10月22日）は、フランスの作曲家・指揮者・ピアニスト・教育者（大学教授）。最高水準にある音楽教師の一人として知られ、20世紀の最も重要な作曲家や演奏家の数々を世に送り出した。生涯を通じてフランスおよび外国で数多くの演奏会、講演を行い、世界各国から集まった生徒たちに始終プライベートで教え続けた。

## 生涯

### 家庭環境
実家は代々音楽家の家庭であり、父方の祖母マリー＝ジュリー（Marie-Julie Boulanger）は声楽家、祖父フレデリック（Frédéric Boulanger）は、1797年にパリ音楽院在学中に15歳で首席として授賞したことのあるチェリストだった。父エルネスト・ブーランジェ（1815年 - 1900年）は、パリ音楽院でシャルル＝ヴァランタン・アルカンらに師事した後、1835年にローマ大賞を受賞したオペラ作曲家であった。エルネストは母校で教鞭を執っており、その後ロシア貴族の娘（キエフ大公ミハエル2世の子孫とされる）門下生のライサ・ムィシェツカヤと結婚している。ライサはエルネストの43歳年下であった。2人の間に1888年に生まれたのが長女ナディアで、1893年に生まれたのが夭折した次女リリであった。

### 音楽教育
1897年、10歳でパリ音楽院に入学し、オルガンをアレクサンドル・ギルマンとルイ・ヴィエルヌに、作曲法をシャルル＝マリー・ヴィドールとガブリエル・フォーレに、伴奏法をポール・ヴィダルに師事した。在学中は和声、対位法、オルガン、ピアノ伴奏、フーガで首席になり1904年卒業したが、長年の目標としてきた1908年のローマ大賞では次点に終わった。その前にも2度ローマ大賞に挑んで最終選抜まで残りながらも、いずれも入選していない。1908年の提出作品は騒動を起こした。声楽のためのフーガという審査団の課題に対して、弦楽四重奏曲を提出したのだった。カミーユ・サン＝サーンスなどの反対には遭いながらも、それでも準優勝には選ばれている。一般に入賞者は翌年に賞金を授与されるが、ブーランジェの場合にそのような栄誉はもたらされなかった。ブーランジェがローマ大賞に挑んだのはそれきりだった。
ナディアは妹リリとの間に興味深い関係を築いていた。6歳年下の生まれつき虚弱な妹の世話を年老いた父親に託されており、作曲を含めてリリに音楽の手解きをしたのもナディアであった。リリが1913年に女性として初めてローマ大賞を突破した時も、姉の手引きを受けていた。ナディアはリリに無条件に愛情を注いだものの、妹の作曲の才能には圧倒されるといつも感じていた。「私に何か確信を持って言えることがあるとすれば、私の音楽は無用だということです」と述べたことがある。ナディアがローマ大賞で準優勝した時、パリ音楽院に入学してから10年の月日が流れていた。リリは入学からわずか1年ほどで、地滑り的大勝でローマ大賞を制したのである。姉妹の父エルネストが1900年に没したことが、リリが作曲にのめり込む重要な要因になったのであるが、今度はリリが1918年に急逝すると、ナディアは作曲の筆を折ったのだった。リリは未完成に終わる作品を姉に補筆してくれるように言い残していたが、ナディアは自分の才能は妹と互角ではなく、妹の遺作を適切に処置する能力もないと感じていた。

### 作曲活動
ブーランジェの作品は、30曲以上の声楽曲と数々の室内楽曲のほか、《ピアノと管弦楽のための狂詩曲》がある。《狂詩曲》は10年間合作を続けてきたラウル・プニョのために作曲されたが、自信不足や極度の自己批判のために、あまりに数多くの改訂を加えている。プニョとの合作に、連作歌曲集《明るい時刻（Les heures claires）》や歌劇《死の町（La ville morte）》が知られており、後者は1914年の上演が計画されていた。しかしながら同年にプニョが他界したためと、第1次世界大戦が勃発したために、《死の町》は仕舞い込まれたまま上演されずに終わった。作曲家ナディア・ブーランジェの作品は、クロード・ドビュッシーに大きく影響されており、しばしば非常に半音階的ではあるものの、常に調性に依拠しており、無調には手を付けていない。但し、1938年に《ダンバートン・オークス協奏曲》の初演を行うなど、後にはイーゴリ・ストラヴィンスキーの熱狂的支持者となった。

### 演奏活動と教育活動
1912年に指揮者としてデビューを果たした。主要な交響楽団を指揮し、女性指揮者の先駆けである。ニューヨーク交響楽団やボストン交響楽団、ハレ管弦楽団、BBC交響楽団などを指揮した。ソリストとしても活動し、1925年にアメリカ合衆国に演奏旅行した際には、門人アーロン・コープランドに委嘱した《オルガンと管弦楽のための交響曲》の初演でオルガンを弾いている。
1907年にパリ女子音楽院（Conservatoire Femina-Musica）において教育活動に入り、その後1920年より、アルフレッド・コルトーのエコール・ノルマル音楽学校の初代教員に名を連ね、さまざまな教科で教鞭を執った。1921年には、フォンテーヌブロー・アメリカ音楽院で和声法の教授に就任して、新世代のアメリカ人作曲家たちに歓迎された。ブーランジェはジャズやストラヴィンスキーなど新しい音楽にも態度を開き、学生一人一人が自ら才能を発揮できるように仕向けたので、多くの生徒が彼女の門をたたくようになった。アメリカからもコープランド始め、ヴァージル・トムソン、ウォルター・ピストン、ロイ・ハリスなどが彼女の教えを受けた。ブーランジェは最終的に1948年に院長に昇格している。またアメリカのロンジー音楽学校でも教鞭をとった。第二次世界大戦中はアメリカに過ごして、ウェルズリー大学、ラドクリフ大学、ジュリアード音楽院の教壇に立っている。1946年からパリ音楽院のピアノ伴奏科で教授を務め、1957年にアンリエット・ピュイグ＝ロジェに引き継いだ。最晩年には視力や聴覚の衰えを来すようになったものの、1979年に亡くなるまでほとんど働きづめの晩年を送った。
1979年、パリで92歳で逝去した。歿後はモンマルトル墓地に葬られ、妹リリと同じ墓に葬られている。

## 指導と門人
ブーランジェが指導した分野は多岐にわたっており、和声法、対位法、楽曲分析、ソルフェージュ、スコアリーディング、伴奏法（ソルフェージュの応用）などである。しばしば門下生は、ヨハン・ゼバスティアン・バッハの《平均律クラヴィーア曲集》を暗譜することと、しばしばバッハが行なっていたように、フーガを即興演奏できるようになることが要求された。また、弟子のひとりダニエル・バレンボイムは、ブーランジェは『平均律クラーヴィア曲集』の任意の曲を、指定された調性ですぐ弾くよう求めていたと回想している。
ブーランジェ自身も、また助手で友人のアネット・デュドネ（Annette Dieudonné）も門人については記録を遺していない。さらに、ブーランジェに個人指導を受けた人物について消息をはっきりさせることはほとんど不可能である。いずれにせよ世界各国から非常に数多くの学生を集め、ヨーロッパは言うに及ばず、アメリカ合衆国からは600人以上の音楽家がブーランジェの指導を受けており、さらにオーストラリア、カナダ、トルコ、極東からも学生を集めた。
1920年代に指導した学生は大半がアメリカ人作曲家であった。アーロン・コープランドやウォルター・ピストン、ロイ・ハリス、ヴァージル・トムソンらは帰国後に、ブーランジェの指導に基づいて新しい楽派（新古典主義音楽）を確立したのである。ヴァージル・トムソンは、アメリカ合衆国の各都市には安物雑貨屋とブーランジェの弟子がごろごろしている、と言ったことがあるが、たぶんブーランジェとその門人は、頻繁にアメリカ音楽を普及させたので、フランス国内よりもむしろ国外の作曲家に重宝がられたということであろう。ナディア・ブーランジェの指導力は、西側の楽壇にほとんど絶え間なく浸透したのである。

### 主要な門人一覧
- ピエール・アンリ
- ヒダヤット・イナヤット＝カーン
- アンドレイ・ヴォルコンスキー
- エリナー・レミック・ウォーレン
- セシル・エフィンジャー
- ウルヴィ・ジェマル・エルキン
- ロビン・オール
- アンネ＝マリーエ・オルベック
- レイフ・カイサ
- ラルフ・カークパトリック
- クリフォード・カーゾン
- エリオット・カーター[17]
- ジョン・エリオット・ガーディナー
- ゲイル・キュービック
- ケネス・ギルバート
- ジジ・グライス
- フィリップ・グラス[18]
- ペギー・グランヴィル＝ヒックス
- ロジャー・ゲーブ
- アーロン・コープランド[19][20]
- イダ・ゴトコフスキー
- マリユス・コンスタン
- クラウジオ・サントロ
- エリー・シーグマイスター
- タデウシュ・シェリゴフスキ
- ヘンリク・シェリング
- フランシス・シャグラン
- レジス・パスキエ
- オリヴィエ・シャルリエ
- キース・ジャレット
- エグベルト・ジスモンチ
- クインシー・ジョーンズ
- スタニスワフ・スクロヴァチェフスキ
- ダナ・スウィース
- カジミェシュ・セロツキ
- デイヴィッド・ダイアモンド
- ゲイル・トヴェイト
- ヴァージル・トムソン[17]
- ヤン・パスカル・トルトゥリエ
- ジネット・ヌヴー
- アーサー・バーガー
- レノックス・バークリー[21]
- ドナルド・バード
- レナード・バーンスタイン[22]
- メアリー・ハウ
- マリオン・バウアー
- ジャン・パピノー＝クーチュア
- ロイ・ハリス
- ダニエル・バレンボイム
- アストル・ピアソラ
- ウォルター・ピストン[19]
- リュボミール・ピプコフ
- アーヴィング・ファイン
- アルマンド・ジョゼ・フェルナンデス
- カレル・フサ
- ラファエル・プヤーナ
- マーク・ブリッツスタイン[23]
- ジャン・フランセ[24]
- スタンリー・ベイト
- ロバート・ラッセル・ベネット
- ガリー・ベルティーニ
- ジョーゼフ・ホロヴィッツ
- イーゴリ・マルケヴィチ[25]
- マルセル・ミュール
- ダグラス・ムーア
- ディヌ・リパッティ[26]
- ミシェル・ルグラン
- バーナード・ロジャース
- エドウィン・ロックスバラ[27]
- ヨナ・エットリンガー(1924-1981)
- 大澤壽人[28]
- 宅孝二[28]
- 外山道子[28]
- 矢代秋雄[29]
- 丁善徳

## 註記